# Yuika Sugasawa
Yuika SugasawaSugasawa Yuika (菅澤 優衣香) (Chiba, 5 de outubro de 1990) é uma futebolista japonesa que atua como atacante. Atualmente, defende o Urawa Red Diamonds Ladies. 

## Carreira
Nascido em China, se juntou ao Albirex Niigata vindo do JFA Academy Fukushima in 2008. Em 2013, entrou no clube de sua cidade, o JEF United Chiba. Foi artilheira da Liga Japonesa em 2014 e 2015. Em 2017, se transferiu para o Urawa Red Diamond, e foi selecionada para a seleção do campeonato japonês 3 vezes 2014, 2015 e 2017.

## Seleção Japonesa
On January 13, 2010, Sugasawa estreou pelo Japão contra a Dinamarca. Em julho, foi convocada para a seleção japonesa Sub-20 para a Copa do Mundo feminina Sub-20 de 2010, jogando 2 jogos. Marcou seu 1° gol pelo Japão na vitória por 2 a 0, em 2 de marco de 2012, e se sagrou campeã. Disputou a Copa do Mundo Feminina de 2015, ficando com o vice-campeonato. Integrou também o elenco japonês na Copa da Ásia em 2014 e 2018, sendo campeã nas 2. Marcou o gol que deu a medalha de ouro ao Japão nos Jogos Asiáticos de 2018, ao bater a China por 1 a 0, marcado aos 90 minutos. Foi também convocada para a Copa do Mundo de Futebol Feminina de 2019, marcando um gol em 3 jogos.

## Títulos

### JEF United China
- Artilharia da J-league: 2014 e 2015

- Seleção da J-league: 2014 e 2015

### Japão
- Copa Asiática Feminina Sub-19:  em 2009

- Copa do Mundo Feminina:  em 2015
- Copa Asiática Feminina:  em 2010 ;  – em 2014 e 2018
- Jogos Asiáticos:  em 2014;  em 2018